# Deutsches Institut
Das Deutsche Institut wurde zwischen 1940 und 1944 im besetzten Paris errichtet.

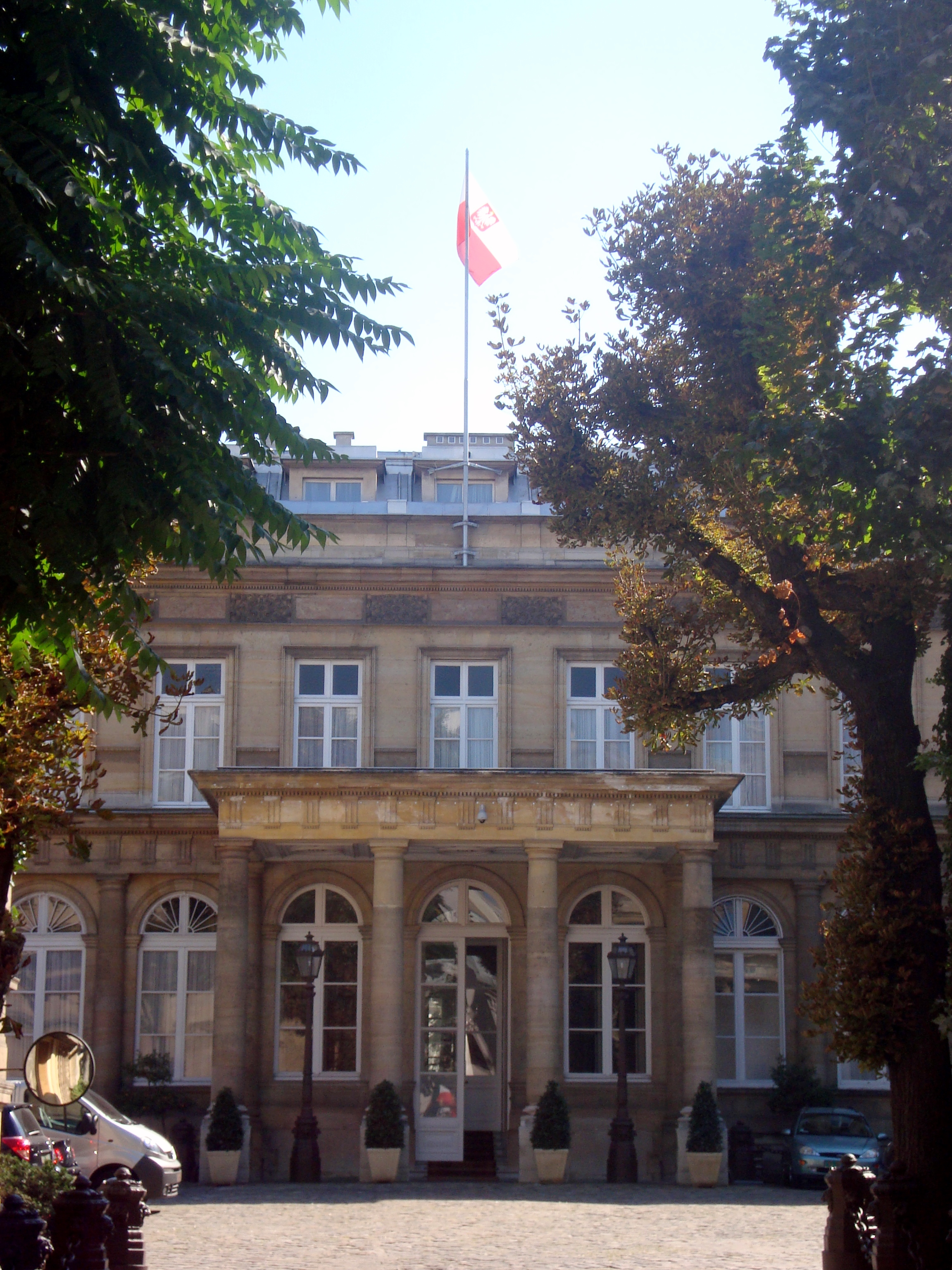
Das Hôtel de Monaco in Paris (heute wie früher Polnische Botschaft)

## Geschichte
Das Deutsche Institut übernahm 1940 unter Karl Eptings Leitung das ehemalige Gebäude der polnischen Botschaft, das Hôtel de Sagan (heute Hôtel de Monaco) in der 57, rue Saint-Dominique im 7. Pariser Arrondissement, deren Hausherren nach England geflüchtet waren. Es war „de facto die kulturpolitische Abteilung der Deutschen Botschaft in Paris, de jure ein Ableger der Deutschen Akademie in München“.
Der deutschen Botschaft galt das Institut als „das wichtigste kulturpolitische Propagandainstrument, über das wir in Frankreich verfügen“.